# Жедин
Жедин (на френски: Gedinne) е селище в Южна Белгия, окръг Динан на провинция Намюр. Населението му е около 4400 души (2006).